# Tetracycline
Tetracycline is een antibacteriële stof (antibioticum) die door het bacteriegeslacht Streptomyces wordt geproduceerd. Het is geïndiceerd bij een groot scala aan bacteriële infecties, zowel grampositieve als gramnegatieve, en vele andere micro-organismen waaronder spirocheten, actinomyceten en een aantal protozoën. Schimmels en virussen zijn ongevoelig voor het medicijn. Tetracycline behoort tot de groep antibiotica die tetracyclinen of ook kortweg cyclinen wordt genoemd, allemaal afgeleide vormen van het hoofdbestanddeel tetracycline. Het wordt in de wereld onder veel verschillende merknamen verkocht, waaronder Tetralysal, Panmycin, Brodspec, Terramycine en Tetracap.
De stof werd voor het eerst ontdekt door Lloyd Conover in de onderzoekscentra van geneesmiddelenfabrikant Pfizer en het patent ervoor werd verkregen in 1955.
De stof is opgenomen in de lijst van essentiële geneesmiddelen van de WHO.

## Verwante stoffen
Behalve tetracycline zelf is er een aantal andere stoffen met eveneens vier ringen (Grieks: "tetra" = vier, "kuklos" (Latijn: cyclus) = ring) in hun chemische structuur, die als groep eveneens tetracyclinen worden genoemd: b.v. oxytetracyline (bijvoorbeeld Terramycine), doxycycline, en minocycline. Ze hebben een vergelijkbare werkzaamheid.

## Werkingsmechanisme
Tetracycline inhibeert (belet, verhindert) celgroei door het inhiberen van de translatie. Het bindt aan de 30S ribosomale subunit en voorkomt dat amino-acyl tRNA bindt aan de A(cceptor)-plaats van het ribosoom. Deze binding is reversibel in de natuur.
Bacteriën kunnen vrij snel resistent worden tegen tetracycline. Resistentie kan het gevolg zijn van minstens twee mechanismen:
- Ten eerste kan een resistentie-gen een membraaneiwit produceren dat tetracycline actief "de cel uit pompt". Dit is het werkingsmechanisme van het tetracyclineresistentiegen op de kunstmatige plasmide pBR322.
- Een tweede mechanisme door middel waarvan een bacterie zich kan beschermen tegen tetracycline is ribosomale bescherming, waarbij een resistentiegen een eiwit codeert dat "ribosoombinding tegengaat" door er zelf competitief aan te binden.

## Contra-indicaties
Uit onderzoek is gebleken dat tetracycline schadelijk kan zijn tijdens zwangerschap, omdat het de botopbouw vertraagt en de tandontwikkeling ongunstig beïnvloedt. Aangezien het ook overgaat in de moedermelk wordt gebruik tijdens het geven van borstvoeding ontraden. Ook bij kinderen jonger dan 8 jaar wordt het middel bij voorkeur niet toegediend. Verder dient tetracycline niet langer dan de uiterste  houdbaarheidsdatum te worden gebruikt. Na deze datum kan het middel giftig worden en ernstige nierschade veroorzaken.